# کلیسای انجیلی (مشهد)

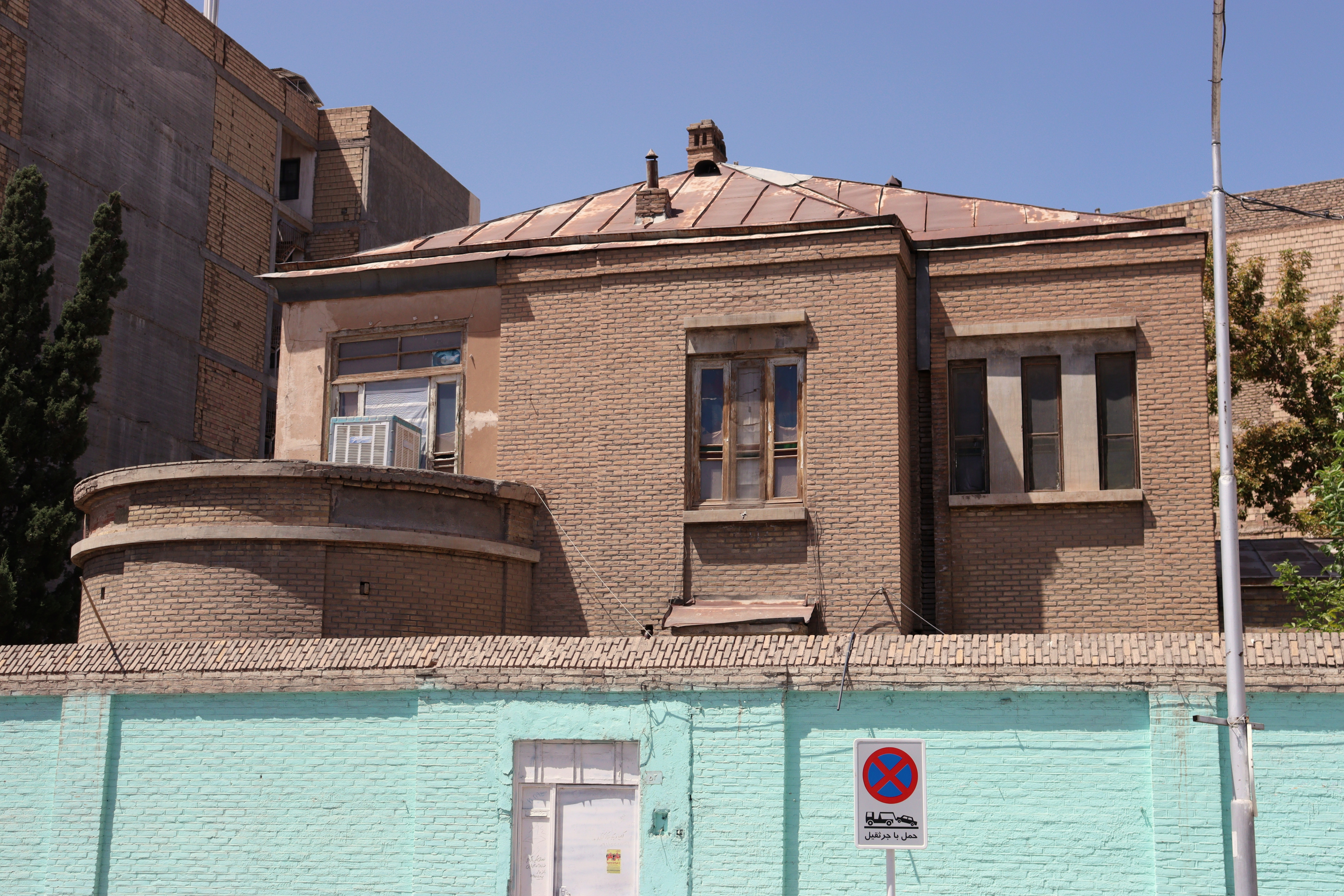
نمای شرقی کلیسای انجیلی، شهریور 1403

کلیسای انجیلی؛ نام کلیسایی تاریخی مربوط به دورهٔ پهلوی اول است و در شهرستان مشهد، شهر مشهد، خیابان جنت، کوچهٔ گلستان، جنب سوپر کوهسار، پلاک ۵۳ واقع شده و این اثر در تاریخ ۲۵ مرداد ۱۳۸۴ با شمارهٔ ثبت ۱۳۳۷۵ به‌عنوان یکی از آثار ملی ایران به ثبت رسیده‌است.